# Swobodnyj
Swobodnyj (ros. Свобо́дный) – osiedle typu miejskiego w Rosji, w obwodzie swierdłowskim. W 2010 roku liczyło 8198 mieszkańców.